# Paratanytarsus tenellulus
Paratanytarsus tenellulus är en tvåvingeart som först beskrevs av Maurice Emile Marie Goetghebuer 1921.  Paratanytarsus tenellulus ingår i släktet Paratanytarsus och familjen fjädermyggor. Arten är reproducerande i Sverige. Inga underarter finns listade i Catalogue of Life.